# ロバート・マートン
ロバート・コックス・マートン（Robert Cox Merton、1944年7月31日 - ）は、アメリカ合衆国の経済学者。ニューヨーク市マンハッタン生まれ。
フィッシャー・ブラックとマイロン・ショールズが開発したブラック・ショールズ方程式の数学的証明で1997年ノーベル経済学賞を受賞。コロンビア大学教授で20世紀中盤のアメリカ社会学を代表する偉大な社会学者ロバート・キング・マートンは、彼の父親である。

## 経歴
- 1966年：学部は違うが父親が教授を勤めるコロンビア大学で学士号（Engineering Mathematics）を取得する。
- 1967年：カリフォルニア工科大学で修士号（Applied Mathematics）を取得する。
- 1970年：MITで博士号（経済学）を取得する（ポール・サミュエルソンの指導を受ける）。
- 1970年～1988年：MITスローン・ビジネススクールの準教授、教授に就任する。
- 1988年～1998年：ハーバード・ビジネススクール教授（the George Fisher Baker Professor of Business Administration ）に就任する。
- 1997年：ノーベル経済学賞受賞
- 1998年～2010年：ハーバード・ビジネススクール教授（the John and Natty McArthur University Professor）となる。
- 2010年：ハーバード大学をやめ、同大学名誉教授となる。
- 2010年～現在：MITスローン・ビジネススクールに移る。

## LTCMの破綻
マートンとマイロン・ショールズの2人が役員とし、その金融理論を実践するために設立させたLTCMは、一時期年率40%の利益を上げていたが、1998年のロシア経済危機を読み違え多額の損失を出し破綻した。
マートンとショールズは、ノーベル賞で一躍有名になってから1年足らずで、今度は衝撃的な倒産劇で悪名を轟かせてしまった。

## 著書

### 単著
- Continuous-time Finance, (Blackwell, 1990).

### 共著
- Finance, with Zvi Bodie, (Prentice Hall, 1998).

大前恵一朗訳『現代ファイナンス論――意思決定のための理論と実践』（ピアソン・エデュケーション, 1999年／改訂版, 2001年）

### 共編著
- （大野克人）『金融技術革命』（東洋経済新報社, 1996年）